# Pop (U2)
| Recensione           | Giudizio |
| -------------------- | -------- |
| OndaRock             |          |
| AllMusic             |          |
| Rolling Stone        |          |
| Piero Scaruffi       |          |
| Entertainment Weekly | B        |
| Jam! Showbiz         |          |
| Los Angeles Times    |          |
| NME                  |          |
| sentireascoltare     | (7.0/10) |

Pop è il nono album in studio del gruppo musicale irlandese U2, pubblicato il 3 marzo 1997. Il titolo dell'album è un omaggio alla Pop art di Andy Warhol.
Le sedute di registrazione iniziarono nel 1995 con vari produttori, inclusi Nellee Hooper, Flood, Howie B, e Steve Osborne, che introdussero la band a nuove influenze musicali. All'epoca, il batterista Larry Mullen era inattivo causa un infortunio alla schiena, e ciò portò il gruppo a sperimentare sonorità più elettroniche e nuovi approcci di composizione. Quando Mullen tornò, la band iniziò a rielaborare la maggior parte del materiale posticipando il completamento dei brani. Poiché il loro manager Paul McGuinness aveva già prenotato le date per il successivo tour mondiale in promozione al nuovo album in uscita, il PopMart Tour, anche se il disco non era ancora del tutto completato, gli U2 furono costretti ad aumentare il ritmo di lavorazione e a sveltire il tutto. Anche avendo posticipato l'uscita del disco dalla data iniziale del Natale 1996 al marzo 1997, il gruppo dovette completare in studio le canzoni fino all'ultimo minuto disponibile.
Nel febbraio 1997, gli U2 pubblicarono il singolo Discothèque, come brano di lancio del nuovo album. Inizialmente Pop riscosse delle critiche favorevoli e raggiunse la vetta delle classifiche in 35 Paesi, inclusi Gran Bretagna e Stati Uniti. Tuttavia, l'indice di gradimento scemò presto, e l'album fu uno di quelli dalle vendite più basse nel catalogo passato degli U2 nonostante le sette milioni di copie vendute. In retrospettiva, il disco viene oggi considerato dalla critica come un parziale passo falso degli U2. Dall'album furono estratti ben sei singoli: Discothèque, Staring at the Sun, Last Night on Earth, Please, If God Will Send His Angels e Mofo.
Alla conclusione del PopMart Tour, la stessa band espresse la propria insoddisfazione verso il prodotto finale. Si procedette, quindi, a drastiche rielaborazioni di molte tracce dell'album, che furono ri-registrate, remixate, e riarrangiate (Discothèque, If God Will Send His Angels, Staring at the Sun, Last Night on Earth, Gone, e Please). Inoltre, Bono incise una nuova versione di If You Wear That Velvet Dress con Jools Holland.

## Descrizione
L'album è segnato dalle influenze dello stile trip hop del produttore Howie B. In particolar modo si nota il nuovo modo di produrre i brani, registrandoli per "strati" senza lasciare che la band suoni insieme. Non è il disco di quattro persone che suonano insieme ma l'unione di quattro individualità. Le canzoni che più si avvicinano al sound più classico della band irlandese sono le ballate Staring at the Sun e If God Will Send His Angels, per il resto l'album è molto diverso dal loro stile e reso molto più dance e "plasticoso", come lo hanno definito loro stessi.
Nella prima metà degli anni novanta, gli U2 attraversarono una fase di profondi cambiamenti di stile musicale. La band aveva sperimentato nuove sonorità esplorando il rock alternativo e la musica elettronica, ricorrendo anche all'uso di campionamenti per il loro album del 1991, Achtung Baby, e, in maggior misura, su Zooropa del 1993. Nel 1995, i progetti paralleli della band furono occasione per sviluppare ulteriormente questi generi. Il bassista Adam Clayton e il batterista Larry Mullen Jr. incisero Theme from Mission: Impossible in stile musica elettronica. Il brano si guadagnò una nomination ai Grammy Awards 1997 nella categoria "Best Pop Instrumental Performance" e fu un successo internazionale. Nel 1995, gli U2 e Brian Eno registrarono un album sperimentale, Original Soundtracks 1, sotto lo pseudonimo "The Passengers". Il progetto incluse Howie B, Akiko Kobayashi e Luciano Pavarotti, tra gli altri.
Bono e Edge avevano già pronti alcuni brani nuovi prima dell'inizio delle sedute di lavorazione di Pop. If You Wear That Velvet Dress, Wake Up Dead Man, Last Night on Earth e If God Will Send His Angels furono tutte composte durante le sessioni di Zooropa. Anche Mofo e Staring at the Sun erano già state parzialmente composte.
Inoltre Big Girls Are Best, nata nelle sessions di Pop, rimase solamente una bozza, esclusa sino a quando non fu completata e pubblicata come b-side nel singolo Stuck in a Moment You Can’t Out Of.

### Copertina
Per la realizzazione dell'immagine di copertina, il gruppo decise di contattare Jeff Koons, artista apprezzato da Bono. Koons propose alla band di inserire come immagine quattro gattini, che rappresentavano i membri degli U2, che sbucavano da quattro calze appese a una corda per il bucato. Il progetto alla fine non venne preso in considerazione e la copertina venne realizzata da Anton Corbijn, mentre le foto interne al libretto furono sempre di Anton Corbijn, oltre che di Stephane Sednaoui e Anja Grabert.

## Tour promozionale
Per promuovere l'album, il gruppo intraprese il PopMart Tour, partito dal Sam Boyd Stadium di Whitney, vicino a Las Vegas, il 25 aprile 1997, e conclusosi al Johannesburg Stadium di Johannesburg il 21 marzo 1998.

## Tracce
Testi di Bono e The Edge, musiche degli U2.
1. Discothèque – 5:19
2. Do You Feel Loved – 5:07
3. Mofo – 5:49
4. If God Will Send His Angels – 5:22
5. Staring at the Sun – 4:37
6. Last Night on Earth – 4:46
7. Gone – 4:27
8. Miami – 4:53
9. The Playboy Mansion – 4:40
10. If You Wear That Velvet Dress – 5:15
11. Please – 5:03
12. Wake Up Dead Man – 4:53

## Formazione
Gruppo
- Bono - voce, chitarra
- The Edge - chitarra, sintetizzatori, cori
- Adam Clayton - basso
- Larry Mullen Jr. - batteria, percussioni, drum machine

Altri musicisti
- Flood - tastiera (Please)
- Howie B - scratch, tastiera
- Steve Osborne - tastiere (Staring at the Sun, If You Wear That Velvet Dress)
- Ben Hillier - sintetizzatore
- Marius De Vries - tastiera

Produzione
- Flood - produzione
- Howie B - produzione, ingegnere del suono, missaggio
- Steve Osborne - produzione
- Mark "Spike" Stent - ingegnere del suono, missaggio
- Alan Moulder - ingegnere del suono
- Howie Weinberg - mastering
- Deborah Mannis-Gardner - questioni legali
- Stéphane Sednaoui - fotografia
- Anja Grabert - fotografia
- Nellee Hooper - fotografia

## Classifiche
| Classifica (1997) | Posizione massima |
| ----------------- | ----------------- |
| Australia         | 1                 |
| Austria           | 1                 |
| Belgio (Fiandre)  | 1                 |
| Belgio (Vallonia) | 1                 |
| Canada            | 1                 |
| Danimarca         | 1                 |
| Europa            | 1                 |
| Finlandia         | 1                 |
| Francia           | 1                 |
| Germania          | 1                 |
| Giappone          | 2                 |
| Grecia            | 1                 |
| Irlanda           | 1                 |
| Italia            | 1                 |
| Norvegia          | 1                 |
| Nuova Zelanda     | 1                 |
| Paesi Bassi       | 1                 |
| Portogallo        | 1                 |
| Regno Unito       | 1                 |
| Repubblica Ceca   | 1                 |
| Spagna            | 1                 |
| Stati Uniti       | 1                 |
| Svezia            | 1                 |
| Svizzera          | 1                 |
| Ungheria          | 2                 |

### Classifiche di fine anno
| Classifica (1997) | Posizione |
| ----------------- | --------- |
| Australia         | 39        |
| Austria           | 7         |
| Belgio (Fiandre)  | 28        |
| Belgio (Vallonia) | 26        |
| Danimarca         | 8         |
| Europa            | 4         |
| Francia           | 16        |
| Germania          | 29        |
| Paesi Bassi       | 17        |
| Regno Unito       | 25        |
| Spagna            | 22        |
| Svezia            | 30        |
| Svizzera          | 18        |